# ثنائي الذرة

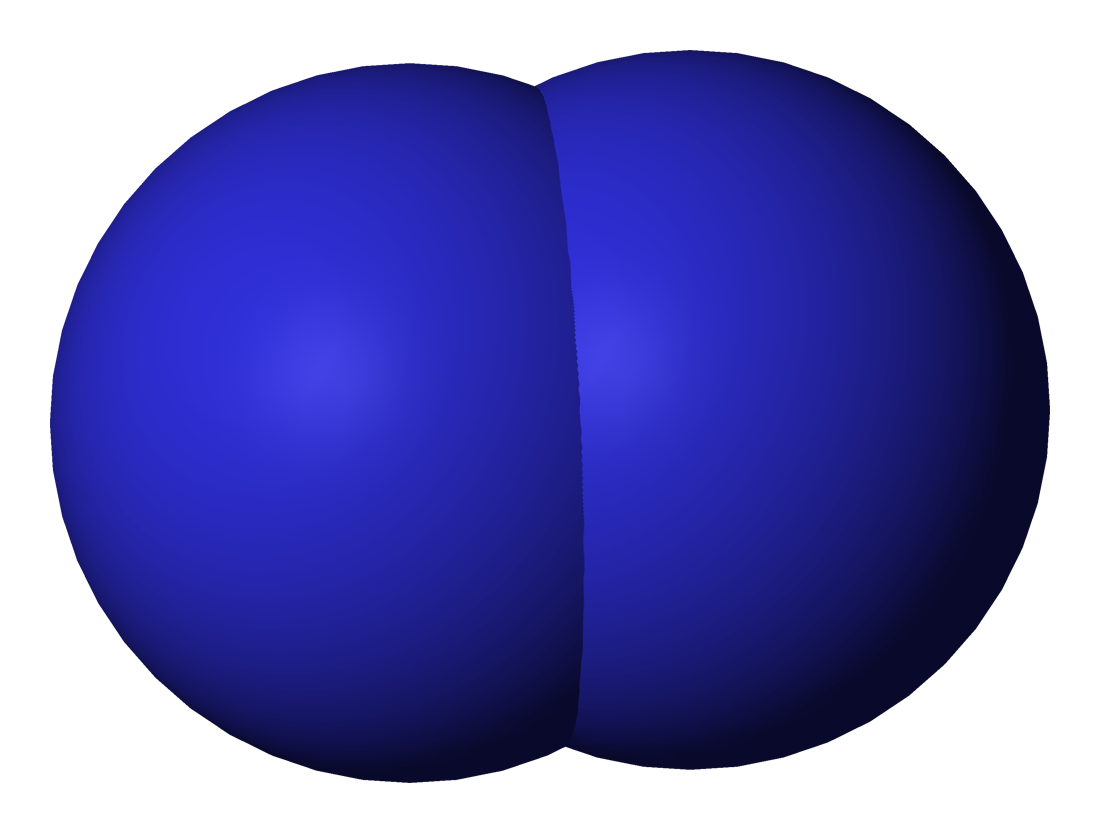
تمثيل لجزيء النيتروجين N_{2} ثنائي الذرة.

الجزيئات ثنائية الذرة هي الجزيئات التي تتكون من ذرتين من نفس العنصر أو من عنصرين مختلفين. الجزيئات ثنائية الذرة هي التي توجد فقط في حالتها العادية في شكل ثنائي الذرة، وتعرف أيضا بأنها متجانسة الذرات  . والأمثلة على ذلك جزيئ الهيدروجين H2 وكذلك جزيئ الأكسجين O2. ويتكون الغلاف الجوي بنسبة 99 % تقريبا من جزيئات ثنائية الذرة للعنصرين الأكسجين (O2) والنيتروجين (N2).
كما يتواجد الأكسجين أيضا في شكل ثلاثي الذرات الأوزون (O3).ويوجد الأوزون أيضا طبيعيا في الغلاف الجوي العالي.
العناصر الثنائية الذرة هي: الهيدروجين، الأكسجين، النيتروجين، الهالوجينات وهي: الفلور، الكلور، البروم، اليود، الأستاتين، إلا أن الأستاتين شديد الندرة في الطبيعة وأكثر نظائره ثباتا له عمر نصف يساوى 8.1 ساعة، وبالتالى فإنه غالبا لا يعد ضمن الهالوجينات.
الرابطة الموجودة في الجزيئات المتجانسة ذريا ليست قطبية على الإطلاق ولكنها 100 % تساهمية.
أمثلة للجزيئات غير المتجانسة ذريا أول أكسيد الكربون CO ، أكسيد النيتريك NO .

## غازات منفردة الذرات
بعكس جزيئات عناصر مثل الهيدروجين والنيتروجين ثنائية الذرات فتوجد غازات أحادية الذرات مثل الهيليوم النيون والكريبتون، ذلك لأن تلك الغازات خاملة، أي لا تدخل في تفاعلات أو ترابط مع نفسها أو غيرها من العناصر، وتسمى لذلك أحيانا «غازات نبيلة». تعود خاصية «الغازات الخاملة» إلى أن أغلفتها الإلكترونية تكون مكتملة، ولا تقبل التفاعل مع عناصر أخرى أو حتى مع نفسها، فهي لا تكوّن جزيئات، وأنما تكون ذرات منفردة.

## مواضيع متعلقة
- هندسة جزيئية
- جزيء
- شكل المدار الجزيئي
- ذرة
- الرابطة التساهمية
- حالة ناشئة (كيمياء)
- ثنائي الفوسفور